# Asignación cardinal
En la teoría de conjuntos, el concepto de cardinalidad se puede desarrollar de manera significativa sin recurrir a definir los números cardinales como objetos en la teoría misma. Esta perspectiva, adoptada por Gottlob Frege, considera los cardinales de Frege como clases de equivalencia en todo el universo de conjuntos, definidas por equinumerosidad.

## Definición de Cardinalidad y Equinumerosidad
Los conceptos relacionados con la cardinalidad se desarrollan mediante la definición de equinumerosidad en términos de funciones y los conceptos de función inyectiva y función sobreyectiva, que representan la inyectividad y sobreyectividad respectivamente. Esto nos permite establecer una relación de cuasi-orden:
{\displaystyle A\leq _{c}B\quad \iff \quad (\exists f)(f:A\to B\ {\text{es inyectiva}})}
Esta relación nos permite comparar tamaños de conjuntos sin la necesidad de definir los números cardinales como objetos separados. Cabe destacar que esta relación no es un verdadero orden parcial, ya que la antisimetría no es necesaria. Si tanto {\displaystyle A\leq _{c}B} como {\displaystyle B\leq _{c}A}, el teorema de Cantor-Bernstein-Schröeder garantiza que {\displaystyle A=_{c}B}, es decir, {\displaystyle A} y {\displaystyle B} son equinumerosos, pero no necesariamente iguales en el sentido tradicional.

## Asignación Cardinal
El objetivo de una asignación cardinal es asignar a cada conjunto {\displaystyle A} un conjunto específico y único que dependa solo de la cardinalidad de {\displaystyle A}. Esto concuerda con la visión original de Georg Cantor sobre los cardinales: tomar un conjunto y abstraer sus elementos en "unidades" canónicas. Luego, se recopilan estas unidades en otro conjunto de manera que lo único especial acerca de este conjunto sea su tamaño. Estos conjuntos de unidades estarían totalmente ordenados por la relación {\displaystyle \leq _{c}}, y la igualdad {\displaystyle =_{c}} sería una verdadera igualdad.
Sin embargo, en la práctica, esta perspectiva a menudo se considera un ejercicio en elegancia matemática, ya que no agrega un valor sustancial a menos que se desee evitar el uso de subíndices. Existen diversas aplicaciones valiosas de los "verdaderos" números cardinales en diversos modelos de teoría de conjuntos.

## Asignación de Cardinales sin el Axioma de Elección
Formalmente, asumiendo el axioma de elección, la cardinalidad de un conjunto {\displaystyle X} se define como el ordinal más pequeño {\displaystyle \alpha } tal que existe una biyección entre {\displaystyle X} y {\displaystyle \alpha }. Esta definición se conoce como la asignación de cardinales de von Neumann. Sin embargo, si no asumimos el axioma de elección, necesitamos utilizar enfoques alternativos.
La definición más antigua de la cardinalidad de un conjunto {\displaystyle X} (implícita en Cantor y explícita en Frege y Principia Mathematica) es considerar el conjunto de todos los conjuntos que son equinuméricos con {\displaystyle X}. Sin embargo, esta definición no funciona en sistemas como ZFC debido a que esta colección es demasiado grande para ser un conjunto en sí mismo. Sin embargo, podemos restringir esta colección a aquellos conjuntos equinuméricos con {\displaystyle X} que tienen el rango más bajo, utilizando un truco conocido como el "truco de Scott", propuesto por Dana Scott. Esto funciona porque la colección de objetos con un rango dado es un conjunto.

## Importancia de la Teoría de Conjuntos y la Cardinalidad
La teoría de conjuntos y el concepto de cardinalidad desempeñan un papel fundamental en las matemáticas y tienen una amplia gama de aplicaciones en diversos campos. A continuación, se destacan algunas de las razones por las cuales estos conceptos son esenciales:

### Fundamentos de las Matemáticas
La teoría de conjuntos proporciona los cimientos sobre los cuales se construyen las matemáticas modernas. Define conceptos fundamentales como números naturales, enteros, racionales e irracionales, y proporciona un marco sólido para el desarrollo de otras ramas de las matemáticas, como el álgebra, el cálculo y la geometría.

### Análisis de la Cardinalidad
La cardinalidad es una herramienta poderosa para comparar tamaños de conjuntos y describir su estructura. Permite responder preguntas fundamentales como "¿cuántos números reales hay entre 0 y 1?" o "¿son iguales los conjuntos de números naturales y números racionales?". Estas cuestiones son cruciales en la comprensión de la infinitud y la finitud en matemáticas.

1. ¿Cuántos números reales hay entre 0 y 1?: Se puede expresar como una cuestión de cardinalidad. La respuesta es que el conjunto de números reales en el intervalo : {\displaystyle (0,1)} tiene la misma cardinalidad que el conjunto de todos los números reales {\displaystyle \mathbb {R} }. Matemáticamente:
```
                   :

  

    

      

        

          
|

        

        
(

        
0

        
,

        
1

        
)

        

          
|

        

        
=

        

          
|

        

        

          
R

        

        

          
|

        

      

    

    
{\displaystyle |(0,1)|=|\mathbb {R} |}

  

```

Esto significa que hay una correspondencia biyectiva entre los números reales en el intervalo \((0, 1)\) y todos los números reales, lo que demuestra que ambos conjuntos tienen la misma cardinalidad.
2. ¿Son iguales los conjuntos de números naturales y números racionales?: La respuesta es que el conjunto de números racionales:  {\displaystyle \mathbb {Q} } es numerable, lo que significa que tiene la misma cardinalidad que el conjunto de números naturales {\displaystyle \mathbb {N} }. Matemáticamente:
```
                  :

  

    

      

        

          
|

        

        

          
N

        

        

          
|

        

        
=

        

          
|

        

        

          
Q

        

        

          
|

        

      

    

    
{\displaystyle |\mathbb {N} |=|\mathbb {Q} |}

  

```

Esto se demuestra mediante la construcción de una correspondencia uno a uno (inyectiva) entre los números naturales y los números racionales, lo que establece que tienen la misma cardinalidad.

### Aplicaciones en Informática
En informática, la teoría de conjuntos y la cardinalidad son fundamentales para el análisis de algoritmos, la teoría de la computación y la optimización de procesos. Los conjuntos se utilizan en estructuras de datos como conjuntos, listas y mapas, y la cardinalidad se utiliza para medir la eficiencia y la complejidad de los algoritmos.

### Topología y Análisis Funcional
En la topología y el análisis funcional, la cardinalidad de conjuntos es esencial para estudiar la convergencia de secuencias y series, así como la continuidad y diferenciabilidad de funciones. Los espacios métricos, espacios normados y espacios de Banach son ejemplos de áreas donde la cardinalidad desempeña un papel central.

### Desarrollo de la Teoría de Modelos
En la teoría de modelos, una rama de la lógica matemática, la teoría de conjuntos y la cardinalidad son cruciales para el estudio de la estructura y la interpretación de diferentes sistemas formales. Los modelos matemáticos se utilizan para representar y analizar sistemas en ciencias de la computación, lingüística, física y filosofía, entre otros campos.
En resumen, la teoría de conjuntos y la cardinalidad son conceptos fundamentales que subyacen en muchas áreas de las matemáticas y tienen aplicaciones significativas en la ciencia y la tecnología. Su estudio y comprensión son esenciales para cualquier matemático o científico que desee explorar en profundidad el mundo de las matemáticas y sus aplicaciones.